# Shirley Nekhubui
Shirley Nekhubui, née le 31 juillet 2000 en Afrique du Sud, est une sprinteuse sud-africaine.

## Carrière
Shirley Nekhubui est sacrée championne d'Afrique du Sud du 200 mètres ainsi que du 400 mètres à Pietermaritzburg en avril 2024.
Elle est médaillée d'or du relais 4 × 400 mètres mixte aux Championnats d'Afrique d'athlétisme 2024 à Douala.
Elle est ensuite médaillée de bronze du relais 4 × 400 mètres féminin aux Relais mondiaux 2025 à Canton.